# 戰神廣場 (羅馬)
戰神廣場（英語：Campus Martius，拉丁語的意思：瑪爾斯的廣場）位於意大利羅馬，在古羅馬時期是一個公有的地區，佔地約2平方公里（約600英畝）。在中世紀，戰神廣場是羅馬最為人口稠密的地方。羅馬的第四區（IV rione）馬爾茲廣場（Campo Marzio）覆蓋了廣場的少部分地區，而馬爾茲廣場和羅馬廣場的意大利語同為Campo Marzio。
隨著羅馬共和國末期以及羅馬帝國的初期之間的羅馬城市發展，在戰神廣場建造了越來越多的設施。主要的新建築包括奧古斯都陵墓（Mausoleum of Augustus）、羅馬劇場（Theatre of Marcellus）。這個廣場充滿著神殿和公共建築、競技場、劇場、門廊、澡堂、紀念碑、列柱以及方尖碑。
異族人入侵後引水渠道被毀，使得居民大幅減少，而居民也遺棄了附近的山丘，並且移至戰神廣場附近聚集，以台伯河的水源維生，卻因後來的水災而受害，於1870年之後統一的義大利，隨著首都羅馬的擴建，戰神廣場便有一大部分被劃分於羅馬城市之內。

## 參看
- 戰神廣場 (巴黎)
- 戰神廣場 (蒙特利爾)
- 銀塔廣場

## 外部連結
- Maquette du Champ de Mars （页面存档备份，存于）

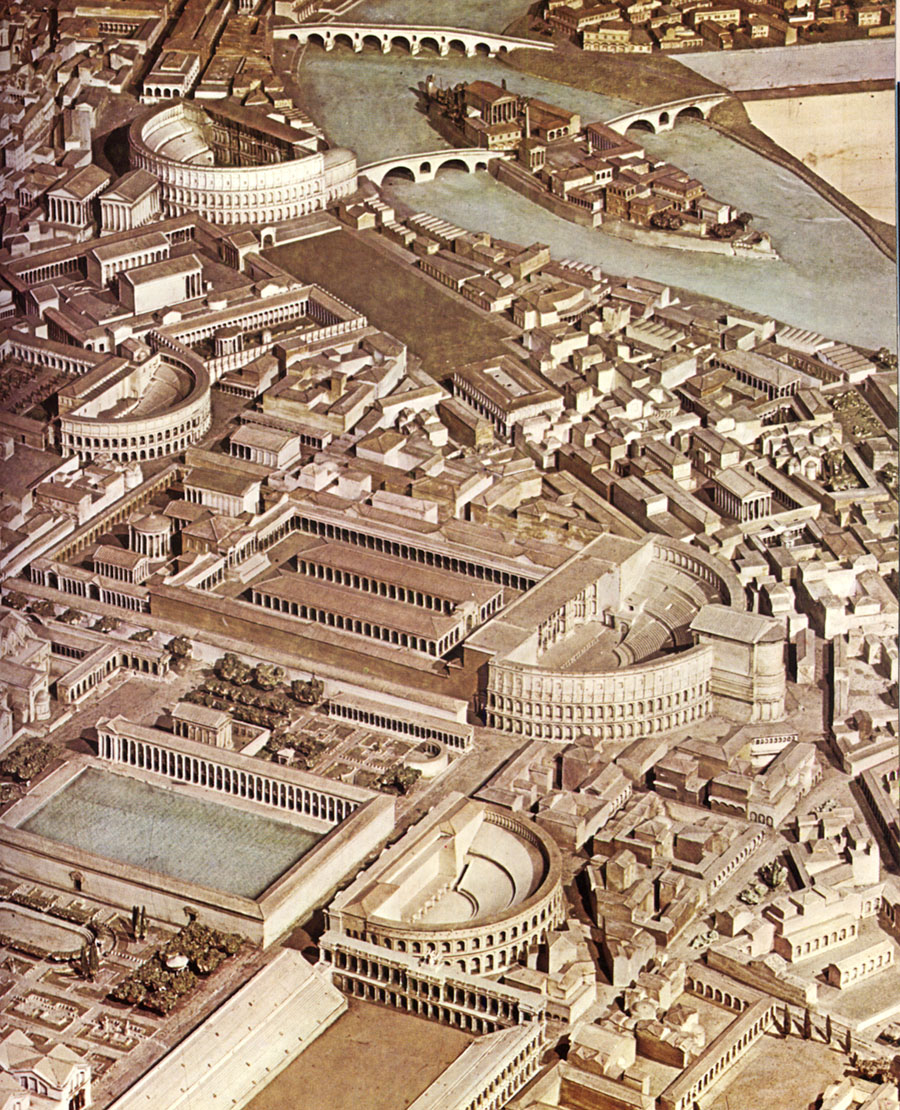
戰神廣場的模型

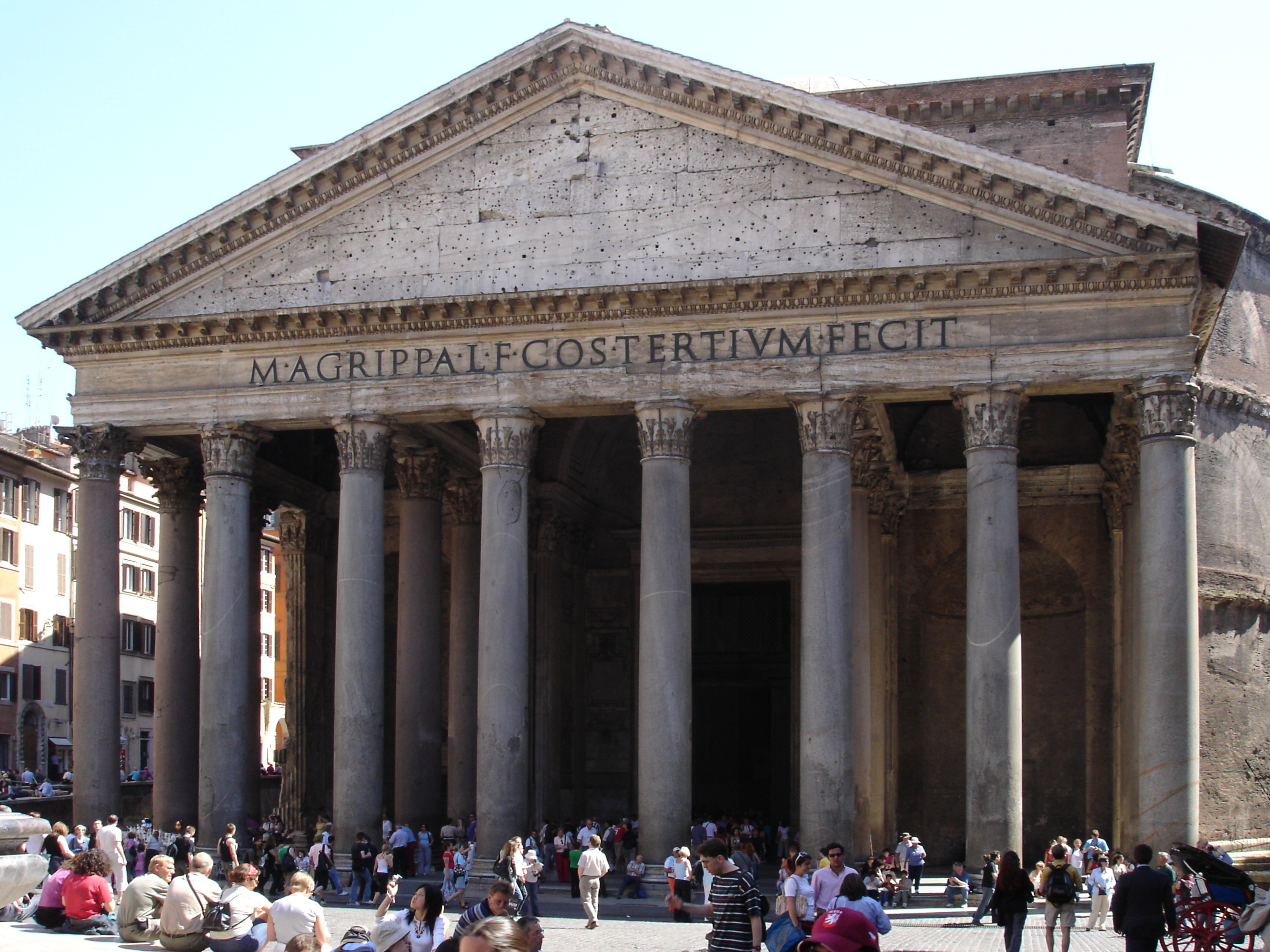
萬神殿，於古羅馬時期已經成為戰神廣場的地標

- Detailed topographical history of the Campus Martius （页面存档备份，存于）

41°53′52″N 12°28′38″E / 41.8978°N 12.4772°E